# 宮守インターチェンジ
宮守インターチェンジ（みやもりインターチェンジ）は、岩手県遠野市にある釜石自動車道のインターチェンジ。釜石自動車道としては、大船渡市の最寄りインターチェンジである。

## 歴史
- 2012年（平成24年）11月25日 : 東和IC - 宮守IC間開通に伴い供用開始。
- 2015年（平成27年）12月5日 : 宮守IC - 遠野IC間開通[1]。

## 道路

### 本線
- E46 釜石自動車道（4番）

### 接続する道路
- 直接接続
  - 国道107号

## 料金所
新直轄方式により無料で通行できるため、料金所は設置されていない。

## 周辺
- 鱒沢駅（JR釜石線）
- 遠野警察署鱒沢駐在所
- ファミリーマート宮守インター店
- 道の駅みやもり

## 隣
E46 釜石自動車道
(3) 江刺田瀬IC - (4) 宮守IC - (5) 遠野IC

## 形状
ランプウェイはダイヤモンド型である。